# Repubblica (Slovacchia)
Repubblica (in slovacco REPUBLIKA), denominato tra il 2002 e il 2018 Movimento per la Democrazia (Hnutie za demokraciu - HZD), e tra il 2018 e il 2021 Voce del Popolo (HLAS ĽUDU), è un partito politico slovacco di estrema destra, fondato nel 2002 dopo una scissione dal Movimento per una Slovacchia Democratica.
Attuale leader è dal marzo 2021 l'eurodeputato Milan Uhrík, ex membro del partito di estrema destra Partito Popolare Slovacchia Nostra. Storicamente un partito centrista, si è spostato sempre più a destra.
Ha fatto parte dell'Alleanza per l'Europa delle Nazioni dal 2002 al 2009.
È stato inizialmente guidato da Ivan Gašparovič, divenuto nel 2004 Presidente della Repubblica.

## Risultati elettorali
| Elezione          | Voti    | %     | Seggi   |
| ----------------- | ------- | ----- | ------- |
| Parlamentari 2002 | 94.324  | 3,28  | 0 / 150 |
| Europee 2004      | 11.914  | 1,70  | 0 / 14  |
| Parlamentari 2006 | 14.728  | 0,64  | 0 / 150 |
| Parlamentari 2023 | 141.099 | 4,75  | 0 / 150 |
| Europee 2024      | 185 137 | 12,53 | 2 / 15  |
| 1.                |         |       |         |